# 威廉森 (紐約州)
威廉森（英語：Williamson）是一個位於美國紐約州韋恩縣的鎮。

## 人口
根據2020年美國人口普查的數據，威廉森的面積為89.76平方千米，當中陸地面積為89.72平方千米，而水域面積為0.04平方千米。當地共有人口6860人，而人口密度為每平方千米76人。